# فيليب من أرتوا، كونت أو
فيليب دي أرتوا (بالفرنسية: Philippe d'Artois)‏ (1358 - 16 يونيو 1397) هو ابن جان من أرتوا، كونت أو وإيزابو دي ميلون كان كونت أو منذ 1387 حتى وفاته.
استطاع فيليب طرد الإنجليز من مدينة بوربورغ في 1383، وذهب إلى الحج في الأراضي المقدسة، وسجن هناك من قبل سلطان مصر ولم يتم الإفراج عنه إلا بالوساطة من جان بوسيكوت، مارشال فرنسا وجمهورية البندقية، وفي 1390 انضم إلى لويس الثاني، دوق بوربون لـ ضم المهدية، وفي 1392 أصبح كندسطبل فرنسا.
في 27 يناير 1393 تزوج من ماري ابنة جان دوق بيري الابن الثالث لـ جان الثاني ملك فرنسا؛ وأنجبت له أربعة أبناء:-
1. فيليب (1393 - 23 ديسمبر 1397).
2. شارل كونت أو (1472-1397)؛ أسر في معركة أجينكور[2] في 1415 ولم يتم الإفراج عنه حتى عام 1438.
3. بون (1396 - 17 سبتمبر 1425)؛ تزوجت في 1413 من فيليب الثاني، كونت نيفير، ثم في 1424 من فيليب الثالث الطيب، دوق بورغندي.
4. كاترينا (22/1418-1397)؛ تزوجت في 1416 من جان دي بوربون، لورد كارنسي.

كونه صليبياً بارزاً كان واحداً من أفراد الجيش الفرنسي المرسل إلى معركة نيقوبولس ولكنه تم القبض عليه، توفي لاحقاً في الأسر.